# Tonganosaurus hei
Tonganosaurus hei es la única especie conocida del género extinto Tonganosaurus de dinosaurio saurópodo mamenquisáurido, que vivió a principios del período Jurásico, hace aproximadamente 184,5 millones de años, en el Pliensbachiense, en lo que hoy es Asia. Se conoce de un solo ejemplar compuesto de veinte vértebras, un miembro anterior y la cintura escapular, y un miembro completo posterior con una cadera parcial, siendo muy similar a Omeisaurus . Fue encontrado en la Formación Yimen en lo que hoy es China.

## Descripción
La relación de las extremidades delanteras y traseras es de 0,80. La tibia era recta y gruesa, con una longitud del 75% de la del fémur. El holotipo es un esqueleto incompleto de un saurópodo adulto. Se ha calculado el tamaño del esqueleto de Tonganosaurus, utilizando a Omeisaurus como referencia, en 11,6 metros de largo. En vida, probablemente era un poco más grande, unos 12 metros.

## Descubrimiento e investigación
Se conoce a partir de un espécimen que consta de veinte vértebras, una extremidad delantera y cintura pectoral, y una extremidad trasera completa con cadera parcial. Fue descubierto en la Formación Yimen, China. El horizonte del espécimen y la edad de la Formación Yimen son controvertidos. La formación se ha dividido en tres niveles, y Tonganosaurus parece ser de finales del Jurásico Temprano, Pliensbachiense. Tonganosaurus es el miembro más antiguo conocido de los mamenquisáuridos, siendo casi 15 millones de años mayor que los siguientes miembros más antiguos del grupo. Fue nombrado por primera vez por Li Kui, Yang Chun-Yan, Liu Jian y Wang Zheng-Xin en 2010 y la especie tipo es Tonganosaurus hei.
En 2007, el Museo de la Universidad de Tecnología de Chengdu, basado en información recopilada de científicos ciudadanos, buscó dinosaurios en la ciudad de Tongan, condado de Huili, provincia de Sichuan. Encontraron los fósiles de Tonganosaurus en medio de la parte inferior de la Formación Yimen, cuya edad se estima en 184,5 millones de años. Los fósiles incluían alrededor de 20 vértebras, un omóplato derecho completo y una extremidad anterior derecha, un húmero izquierdo distal, isquiones izquierdo y derecho intactos, un fémur izquierdo y una extremidad posterior derecha completa, y más de 10 vértebras cervicales, costillas, tibia y garra dispersas. huesos. Los fósiles se recolectaron en la misma área general y eran proporcionales, por lo que se creía que pertenecían al mismo animal. Ser el primer representante de la familia Mamenchisauridae implica una alta diversidad de saurópodos a finales del Jurásico Temprano. El espécimen se mantuvo en el Museo de Tecnología de la Universidad de Chengdu, con el número MCDUT 14454.

## Paleobiología
El holotipo de Tonganosaurus proviene de la sección superior de la Formación Yimen, estando asociado con huellas de Brontopodus con parecido también a los mamenquisáuridos, que tal vez formaron parte de este taxón.. Estas capas también están llenas de los ostracodos, Darwinula, Stoneworts, bivalvos, Utschamiella y Sibireconcha ) y conchostracanos. El conjunto de Stonewort está dominado por el género Aclistochara, A. nuguishanensis, A. yunnanensis asociado con elementos de Porochara e individuos esporádicos de Stenochara , lo que sugiere ambientes de inundaciones y lagos poco profundos. Además del Tonganosaurus, restos de sauropodomorfos donde se descubrieron, probablemente similares a los Yunnanosaurus de la misma edad.